# Cuphea glaziovii
Cuphea glaziovii är en fackelblomsväxtart som beskrevs av Emil Bernhard Koehne och Paul Hermann Wilhelm Taubert. Cuphea glaziovii ingår i släktet blossblommor, och familjen fackelblomsväxter. Inga underarter finns listade i Catalogue of Life.